# Bruno Rodrigo
Bruno Rodrigo Fenelon Palomo, meglio conosciuto come Bruno Rodrigo (Andradina, 12 aprile 1985), è un ex calciatore brasiliano, di ruolo difensore.

## Carriera

### Club
Dopo aver giocato nella Portuguesa, nel 2010 si trasferisce al Santos.

## Palmarès

### Competizioni statali
- Campeonato Paulista Série A2: 1

Portuguesa: 2007
- Campionato paulista: 3

Santos: 2010, 2011, 2012
- Campionato Mineiro: 1

Cruzeiro: 2014

### Competizioni nazionali
- Coppa del Brasile: 1

Santos: 2010
- Campionato brasiliano: 2

Cruzeiro: 2013, 2014

### Competizioni internazionali
- Coppa Libertadores: 2

Santos: 2011
Grêmio: 2017
- Recopa Sudamericana: 1

Santos: 2012